# Melanagromyza gerberivora
Melanagromyza gerberivora este o specie de muște din genul Melanagromyza, familia Agromyzidae, descrisă de Spencer în anul 1960. Conform Catalogue of Life specia Melanagromyza gerberivora nu are subspecii cunoscute.